# К'яссо (футбольний клуб)
«К'яссо» (італ. FC Chiasso) — швейцарський футбольний клуб із однойменного міста, заснований 1905 року. Виступав у лізі Промоушен.

## Історія
Футбольний клуб «К'яссо» з 1914 по 1923 виступав в італійський лізі.
З 1948 по 1961 виступав у швейцарський Суперлізі, найвище місце в Суперлізі — друге в сезоні 1950/51, бронзовий призер у сезоні 1951/52. Загалом у вищому дивізоні Швейцарії провів 23 сезони.

## Відомі гравці
- Жозе Алтафіні
- Пауло Вог
- Джанлука Дзамбротта
- Раффаел

## Відомі тренери
- Адольфо Балонч'єрі (1946–47)
- Еральдо Мондзельйо (1966, 1973)
- Аттіліо Ломбардо (2006–07)
- Джанлука Дзамбротта (2013–15)
- Гільєрмо Абаскаль (2017-18)